# 吉力·維斯利
吉力·維斯利（捷克語：Jiří Veselý，1993年7月10日—）是捷克的一位網球運動員。在2011年，他贏得了澳大利亞網球公開賽男子單打少年的冠軍，並且還贏得了這一年澳網男子雙打的青少年冠軍。生涯單打最高排名為第35名。